# Cylapus
Cylapus is een geslacht van wantsen uit de familie van de Miridae (Blindwantsen). Het geslacht werd voor het eerst wetenschappelijk beschreven door Say in 1832.

## Soorten
Het genus bevat de volgende soorten:

- Cylapus amazonicus (Carvalho, 1989)
- Cylapus antennatus Carvalho & Fontes, 1968
- Cylapus brasiliensis Carvalho, 1986
- Cylapus citus Bergroth, 1922
- Cylapus clavicornis Poppius, 1909
- Cylapus famularis (Stal, 1862)
- Cylapus festinabundus Bergroth, 1922
- Cylapus funebris (Distant, 1883)
- Cylapus luridus Wolski, 2017
- Cylapus marginicollis (Distant, 1883)
- Cylapus nobilis Poppius, 1909
- Cylapus rondoniensis Carvalho, 1991
- Cylapus ruficeps Bergroth, 1922
- Cylapus stellatus (Distant, 1883)
- Cylapus striatus Reuter, 1907
- Cylapus tenuicornis (Say, 1832)
- Cylapus tucuriensis (Carvalho, 1989) Chérot, Wolski & Carpintero, 2023